# فرنسيس راي
فرنسيس راي (بالإنجليزية: Francis Ray)‏ (20 يوليو 1944 - 3 يوليو 2013)؛ روائية أمريكية.

## روابط خارجية
- فرنسيس راي على موقع IMDb (الإنجليزية)